# Lovetown Tour
 (avril 2024).
Tournées par U2
The Joshua Tree Tour
(1987) Zoo TV Tour
(1992-1993)
Lovetown Tour est une tournée du groupe de rock U2 en 1989 pour promouvoir leur album Rattle and Hum sorti octobre 1988. Ce périple musical a débuté le 21 septembre 1989 à Perth en Australie et s'est conclu à Rotterdam aux Pays-Bas le 10 janvier 1990. Trois continents ont été traversés durant cette tournée : l'Océanie, l'Asie (le Japon) et l'Europe. L'Amérique du Nord a été discrètement évitée du fait de la mauvaise réception critique de Rattle and Hum aux États-Unis. Au total, 47 concerts dans 16 villes et 7 pays ont émaillé cette tournée auquel a participé le roi du blues B. B. King, en interprétant notamment When Love Comes to Town avec U2. Mais ce qui rend cette tournée exceptionnelle c’est avant tout la variété des titres joués sur ces 47 dates : près de 40 chansons différentes, une setlist en perpétuelle évolution qui amènera ce commentaire plus tard de la part de Larry Mullen Junior : « j’avais l’impression d’être un jukebox ».